# 尼崎市立若草中学校
尼崎市立若草中学校（あまがさきしりつ わかくさちゅうがっこう）は、かつて兵庫県尼崎市西川にあった公立中学校。2014年（平成26年）5月時点の生徒数は285名であった。現在は尼崎市立給食センターになっている。

## 沿革
- 1958年（昭和33年）4月1日 - 尼崎市立小田南中学校より分離し、尼崎市立若草中学校創立。 [2]
- 2016年（平成28年）3月31日 - 尼崎市立小田南中学校と統合し廃校。翌4月1日、同一地点に尼崎市立小田中学校（2代）が開校した[3]（2018年4月に小田南中学校跡地へ移転）。

## クラブ活動

### 運動部
- 卓球部
- サッカー部
- バスケットボール部
- 野球部
- バレーボール部
- 陸上競技部
- テニス部

### 文化部
- 園芸交流部
- 吹奏楽部
- 手工芸部
- 美術部

## 校区
- 尼崎市立杭瀬小学校
- 尼崎市立浜小学校区の一部

## 交通アクセス
- 西日本旅客鉄道（JR西日本）東海道本線（JR神戸線） 尼崎駅より1.3km

## 出身者
- 橋本卓（サッカー選手） - 元FC岐阜
- 伊良部秀輝（元プロ野球選手）
- 的場寛一（元プロ野球選手・元社会人野球選手）